# Феррейра, Жозе Гомеш
Жозе́ Го́меш Ферре́йра (порт. José Gomes Ferreira; 9 июня 1900, Порту — 8 февраля 1985, Лиссабон) — португальский писатель и поэт, один из наиболее значительных представителей неореализма в португальской литературе XX века; дипломат и композитор, масон и член Португальской коммунистической партии. Гранд-офицер португальского ордена Сантьяго (GOSE, 1981) и португальского ордена Свободы (GOL, 1985).

## Биография и творчество
Среднее образование получил в Лиссабоне в лицеях Камоэнса и Жила Висенте. В 1924 году окончил юридический факультет Лиссабонского университета. Отец был масоном, в 1920-х годах и сам Ж. Г. Феррейра вступил в ложу, приняв символическое имя Dostoievski (Достоевский). Писатель сообщал в записи от 22 января 1969 года в 7-м томе своих посмертно изданных дневников Dias Comuns («Обычные дни»), что принадлежал к масонской ложе Renascença (Ренашсенса — Ренессанс или Возрождение)(<…> como lhe chamávamos na Renascença, a Loja Maçónica a que pertenci com vários amigos). Часть масонов, настроенная против политики Салазара, выступала единым фронтом с коммунистами. Как сообщает Антониу Арно (António Arnaut), автор книги «Введение в масонство» (Introdução à Maçonaria), писатель Жозе Гомеш Феррейра, член ПКП, в то же время принадлежал к Великому востоку Лузитании (порт. Grande Oriente Lusitano, GOL): «Он был выдающимся коммунистом и выдающимся масоном» (Foi um grande comunista e um grande maçon).
Выступал как против диктатуры Сидониу Па́иша, так и против диктатуры Нового государства Антониу де Салазара — принадлежал к оппозиционному антисалазаристскому Движению демократического единства. После Революции гвоздик 1974 года был избран президентом Союза писателей Португалии в 1978 году. В следующем году на выборах он был в избирательных списках коалиции Португальской коммунистической партии и Португальского демократического движения. В 1980 году он непосредственно вступил в ряды Португальской компартии .
В молодости начинающему поэту довелось сотрудничать с Фернанду Пессоа в создании одного сонета. Сочинял музыку. Был назначен консулом в Норвегии (1926—1929, Кристиансунн). С 1930-х до 1950-х годов переводил кинофильмы, писал очерки и детективы под различными псевдонимами, сотрудничал с периодическими изданиями. С 1948 года начал публикацию поэтических сочинений, собранных впоследствии в трёхтомном издании Poeta Militante — Viagem do Século Vinte em Mim. Согласно Е. А. Ряузовой, этот и последующие сборники стихов сразу поставили поэта «во главе неореалистического течения в литературе Португалии», А. Ж. Сарайва и О. Лопеш отметили, что данные антологии обычно причисляют к этому течению. Жозе Гомеш Феррейра известен как автор многочисленных поэтических и прозаических произведений, включая мемуары и эссе. Его сочинения отмечены атмосферой символизма, сверхъестественности, созданием нового мира мифов и мечтаний, коренящихся не в абсурдности, а в языке аллегорий. В творчестве выражал обеспокоенность современными проблемами гуманизма, свободы, человеческого достоинства и солидарности. Е. А. Ряузова причисляла Ж. Г. Феррейру к виднейшим португальским поэтам 2-й половины XX века. Тема полной ответственности, развёрнутая в его поэзии, также поднималась в творчестве двух других значительных авторов того же поколения — у Жозе Родригеша Мигейша и Ирены Лижбоа.
Феррейра, испытав определённое воздействие сюрреализма, главным образом стал выразителем чувства угрызений совести, ответственности за насилие и несправедливость, за историческую драму режима Салазара, противоречий искренности, уже обрисованных Раулом Бранданом и Жозе Режиу, но получивших у него своеобразные нотки сарказма, мятежа, меланхолии, смущения, патетического сопротивления и уверенности, постоянно встречающихся в каждодневной жизни.

## Премии, награды и звания
- 1961 — удостоен премией Португальского общества писателей (Sociedade Portuguesa de Escritores) за поэтический сборник Poesia III[3]
- 1978 — избран президентом Португальской ассоциации писателей (Associação Portuguesa de Escritores)[3]
- 1981 — 9 апреля из рук президента Рамалью Эанеша получил португальский орден Сантьяго и звание гранд-офицера[3]
- 1985 — 1 октября удостоен португальским орденом Свободы и званием гранд-офицера[9]

В ознаменование 100-летия рождения был выпущен документальный телефильм José Gomes Ferreira, um Homem do Tamanho do Século (2001).

## Публикации

### Поэзия
- 1918 — Lírios do Monte («Лесные ирисы», 1917[5], точнее «Горные ирисы»)
- 1921 — Longe (1921, «Вдали»[5])
- 1946 — Marchas, Danças e Canções
- 1948—1976 — Poesia I—VI (переиздание 1977—1978 Poeta Militante I—VI)

### Проза
- 1950 — O Mundo dos Outros — histórias e vagabundagens (6-е издание 1978 года[8], сборник «Мир других»[5])
- 1960 — O Mundo Desabitado («Необитаемый мир»[5])
- 1962 — Os segredos de Lisboa
- 1963 — Aventuras Maravilhosas de João Sem Medo (6-е издание 1981 года[8], русский перевод 1971 года «Чудесные приключения Жоана Смельчака»[5])
- 1969 — Tempo Escandinavo (сборник автобиографических рассказов)
- 1975 — Gaveta de Nuvens — tarefas e tentames literários (литературоведческие эссе)
- 1976 — O sabor das Trevas — Romance-alegoria dos tempos amargos
- 1978 — Coleccionador de Absurdos
- 1978 — Caprichos Teatrais
- 1980 — O Enigma da Árvore Enamorada — Divertimento em forma de Novela quase Policial

### Очерки (Crónicas)
- 1971 — O Irreal Quotidiano — histórias e invenções (хроника[8])
- 1975 — Revolução Necessária (политические мемуары[8]; романизированная хроника «Необходимая революция»[5])
- 1977 — Intervenção Sonâmbula

### Мемуары и дневники
- 1965 — A Memória das Palavras — ou o gosto de falar de mim (4-е издание 1979 года[8], «Память слов»)
- 1966 — Imitação dos Dias — Diário Inventado («Подражание дням»)
- 1980 — Relatório de Sombras — ou a Memória das Palavras II (1980)
- 1990—2018 — Dias Comuns (дневники «Обычные дни» издательство Don Quixote):
  - 1990 — vol. I Passos Efémeros
  - 1998 — vol. II A Idade do Malogro ISBN 978-9722015011
  - 2004 — vol. IV Laboratório de Cinzas ISBN 978-9722026161
  - 2010 — vol. V Continuação do Sol ISBN 978-9722043809
  - 2013 — vol. VI Memória Possível ISBN 978-9722051460
  - 2015 — vol. VII Rasto Cinzento ISBN 978-9722056496
  - 2017 — vol. VIII Livro das Insónias sem Mestre ISBN 978-9722061919
  - 2018 — vol. IX Derrota pairante ISBN 978-9722063999)

Составил сборник португальских народных сказок, издал ряд эссе о португальских писателях.

## Переводы на русский язык
- Феррейра Ж. Г. Дешево и сердито // Была темная ночь / Сост. и предисл. Е. А. Ряузовой. — М.: Государственное издательство художественной литературы, 1962. — 319 с. — 50 000 экз.
- Феррейра Ж. Г. Чудесные приключения Жоана Смельчака = Aventuras Maravilhosas de João Sem Medo / Предисл. Я. Света; пер. с порт. Е. А. Ряузовой. — М. : Художественная литература, 1971. — 304 с. — 30 000 экз.
- Феррейра Ж. Г. Испорченное детство / Необходимая революция / Пер. с порт. Е. А. Ряузовой // Современная португальская новелла / Сост., предисл. Е. А. Ряузовой. — М. : Прогресс, 1977. — 400 с.
- Феррейра Ж. Г. Вкус мглы = O Sabor das Trevas / Пер. с порт.  Е. Любимовой // Современная португальская повесть / Предисл. Е. В. Огневой. — М. : Художественная литература, 1979. — С. 517—606. — 608 с. — 30 000 экз.